# Piscines de Reims
 (septembre 2021).
Le présent article reprend l’historique de construction et des caractéristiques des piscines de la ville de Reims. Celle de Louvois à Cormontreuil est également gérée par la Régie des Équipements Municipaux Sportifs (REMS).

## Liste des piscines publiques

### Piscine  Talleyrand
La piscine Talleyrand est édifiée en 1931 sur l’emplacement de la banque de France détruite durant la Grande Guerre, pour le compte de la société les Plus Belles Piscines de France. C’est la première piscine couverte et chauffée de la ville. Elle est située dans le quartier centre-ville.

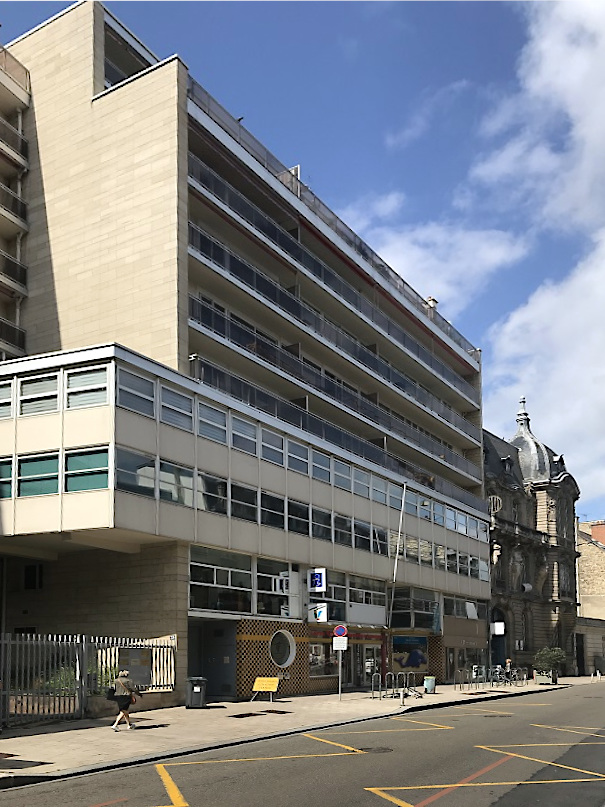

### Piscine du Château d'eau
La piscine du Château d'Eau est une piscine couverte avec toit ouvrable.
Elle se situe, dans le quartier Croix-Rouge, 12 allée des Landais à Reims.
Elle est équipée d’un grand bassin de 25 mètres, d’un petit bassin et d’une pataugeoire pour les plus petits et d’un solarium.

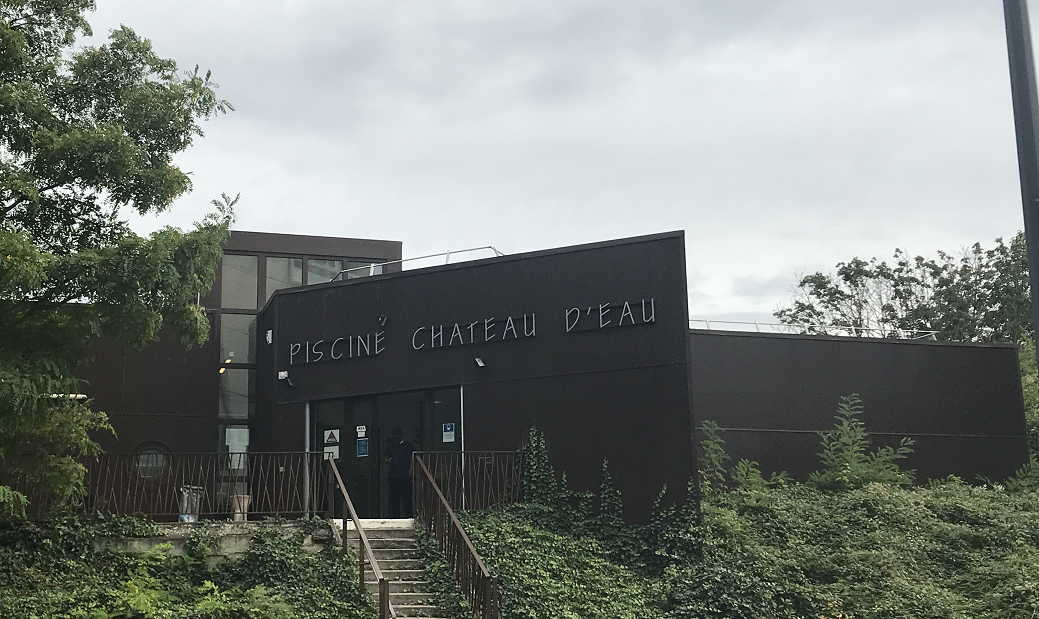
Piscine du Château d'eau.

### Piscine d’Orgeval
La piscine Orgeval a été inaugurée le 28 novembre 1970, pendant l'inauguration du quartier Orgeval.
La piscine Orgeval de Reims fait partie du complexe sportif Georges-Hébert.
Elle se situe 25 rue Raymond-Poincaré à Reims.
Elle est équipée d’un bassin de 25 mètres pouvant accueillir jusqu'à 250 personnes.

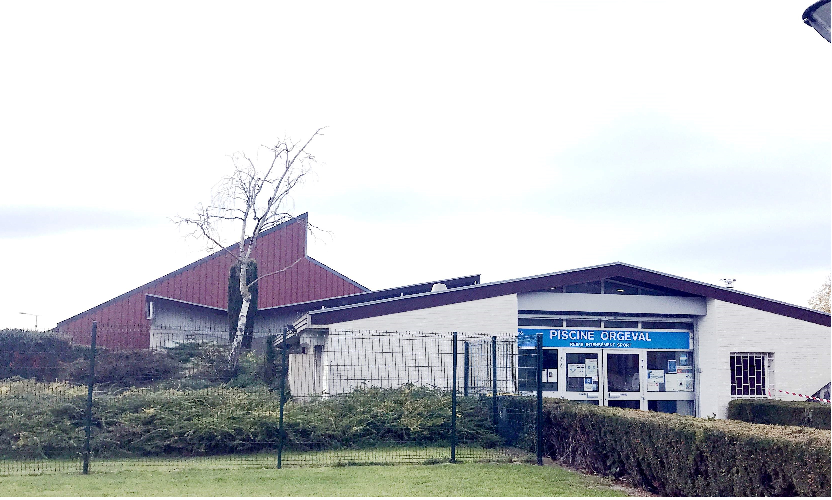
Bâtiment de la piscine Orgeval.

### Piscine des Thiolettes
La piscine des Thiolettes a été inaugurée en 1971.
Elle est située dans le quartier Europe, 77 avenue de l'Europe à Reims.
À l’origine, la piscine avait été construite par l’architecte Roger Taillibert, avec une couverture faite de toile tendue, tel un chapiteau de cirque.

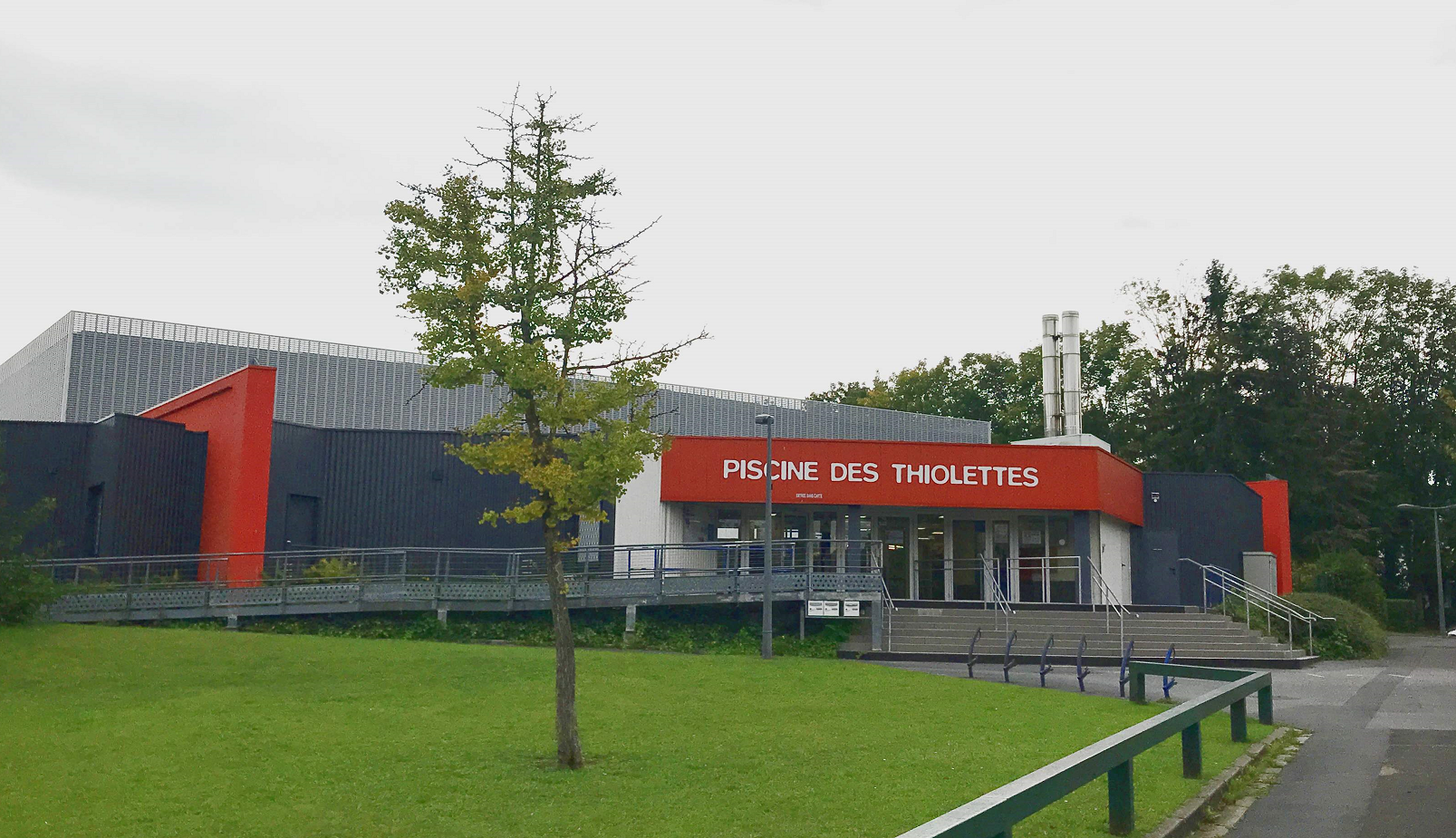

### UCPA Sport Station | Grand Reims

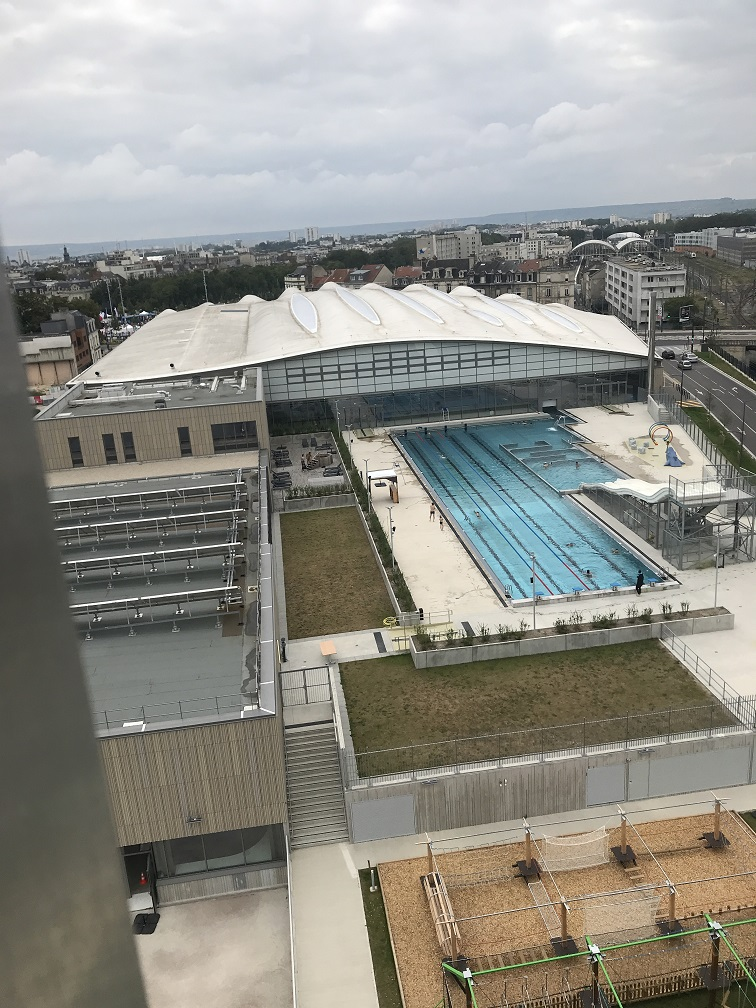
Piscine du Grand Reims

La piscine du Grand Reims baptisée « UCPA Sport Station Grand Reims » remplace la Piscine Nautilud.
Elle fait partie du complexe aqualudique conçu par l'architecte Marc Mimram.
Sa construction s’est étalée de septembre 2018 à novembre 2020. Sa gestion commerciale (exploitation) est confiée à une filiale privée de l'UCPA : SAS Reims Aquagliss via son subdélégataire Sarl LS Reims Loisirs Sportifs (elle-même appartient à 100 % au fonds de placement SAS UCPA Sports Loisirs), en vertu d'un contrat de Délégation de service public placé sous le régime de la concession.
Compte tenu des mesures sanitaires liées au Covid-19, l’ouverture au public a été reportée en juin 2021.
Le complexe est visible en particulier depuis l'extrémité Sud de l'avenue de Laon qui rejoint le boulevard Joffre, mais son adresse officielle et l'entrée principale (du public) est située plus au nord au no 5 boulevard Jules-César (boulevard où le passage des véhicules est réservé aux bus et aux riverains ; les piétons disposent bien sûr d'un trottoir).
L'entrée des groupes se fait au coin Sud du bâtiment, au niveau du parvis Camille Muffat. Un parking automobile payant dit « République », de type silo, est situé rue de la Petite-Vitesse.
L'espace aquatique du complexe dispose à l'intérieur : d’un bassin olympique de 10 lignes, deux bassins ludiques, une pataugeoire, un toboggan, d’un bassin activités et d'aquafitness ; et à l'extérieur : d’un bassin nordique (4 lignes de 50 m.), une zone peu profonde, un pentagliss et une aire de jeu pour enfants.

## Liste des piscines privées

### Piscine du Tennis-Club
La piscine est créée en 1920 avec deux bassins qui furent le lieu de développement du water-polo, du plongeon dans un idéal de développement corporel par le sport. L'architecte en est Jacques Rapin. La piscine est en béton armé. Les deux plongeoirs qui existaient à l'origine ont disparu. Elle est classée au titre des monuments historiques pour son décor de pergola et mosaïque. Le béton autour du bassin est de teinte rouge en souvenir des décors antiques.

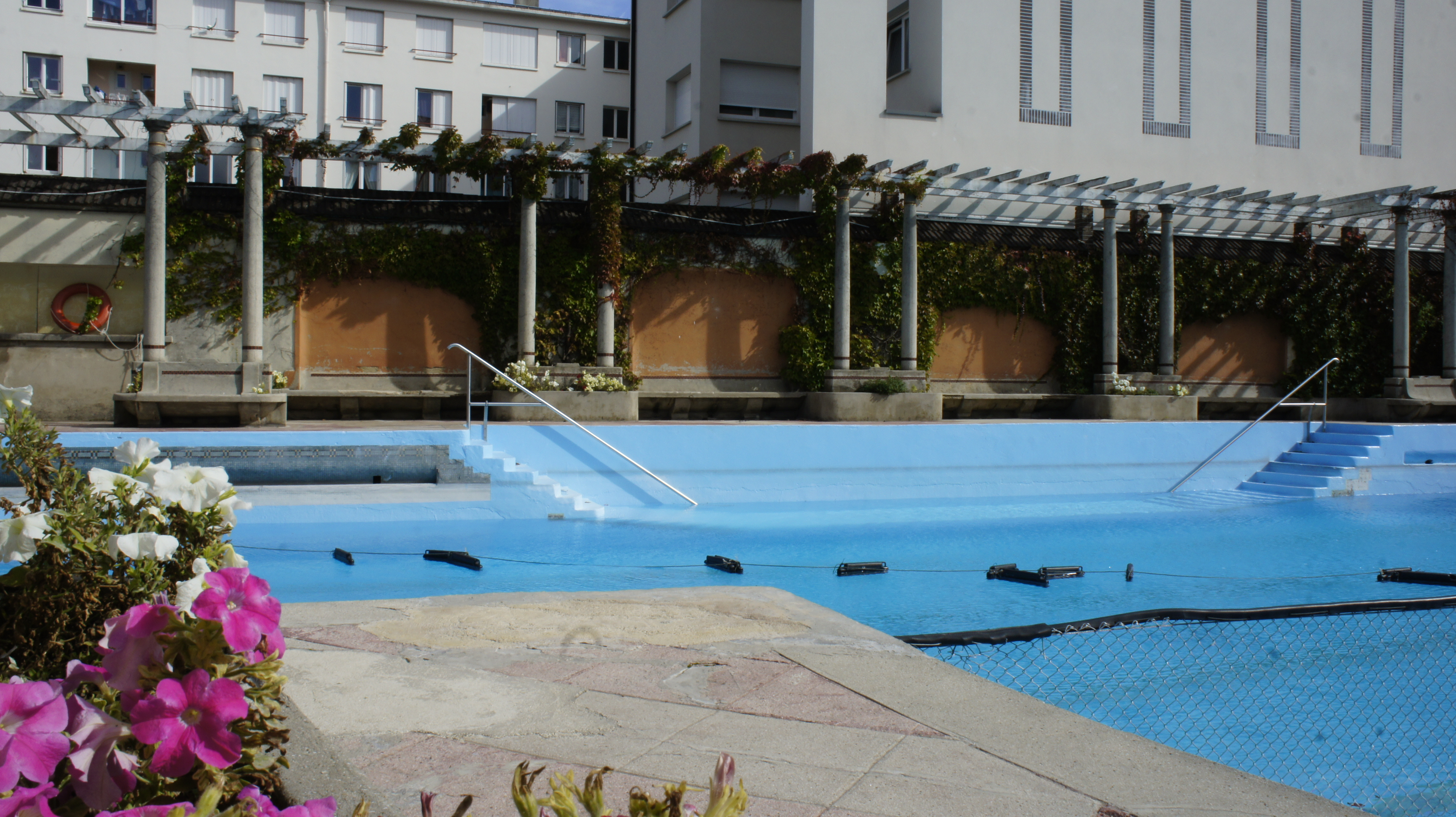

## Piscines fermées

### Piscine du parc Pommery
Le collège d'athlètes, avec sa piscine extérieure, est créé en 1913.
Elle fut endommagée pendant la Première Guerre mondiale⁣⁣, de même que le parc lui-même, mais elle a été reconstruite et des générations de Rémois l'ont fréquentée jusqu'en 1972.
Elle a été détruite et comblée quelques années plus tard.

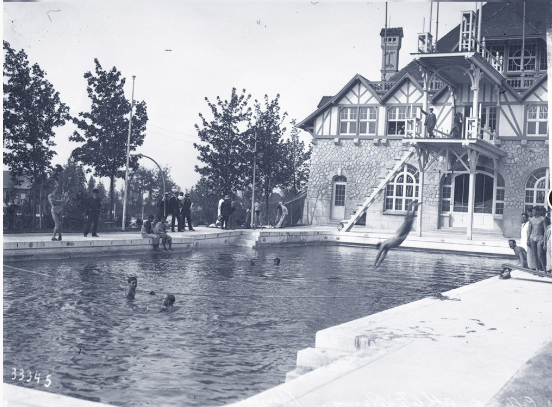

### Piscine Nautilud
La piscine Nautilud, conçue par les architectes Roger Dhuit et Jean-Claude Dondel, a été construite en 1967.
Elle était située 41 chaussée Bocquaine à Reims.
Elle disposait d’un grand bassin de 50x20 m.
Des problèmes sur la charpente en bois, liés à des phénomènes de vieillissement, ont conduit à sa destruction en septembre 2014.

## Liste des bains froids
Les bains dits « froids » désignent une sorte de piscine aménagée sur la rivière locale. Ils sont les ancêtres de nos piscines.

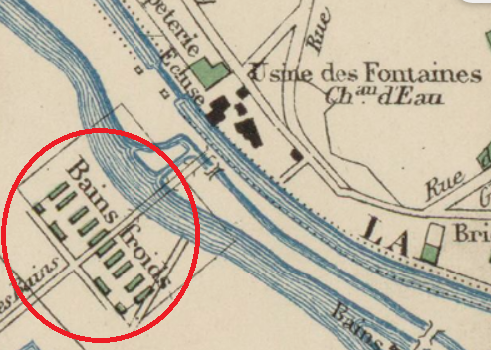
Reims Bains Froids.
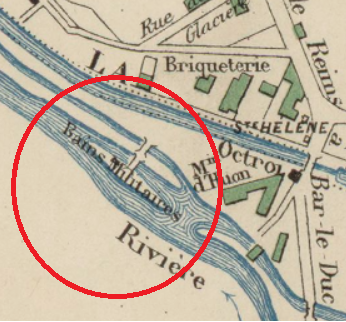
Reims Bains militaires.
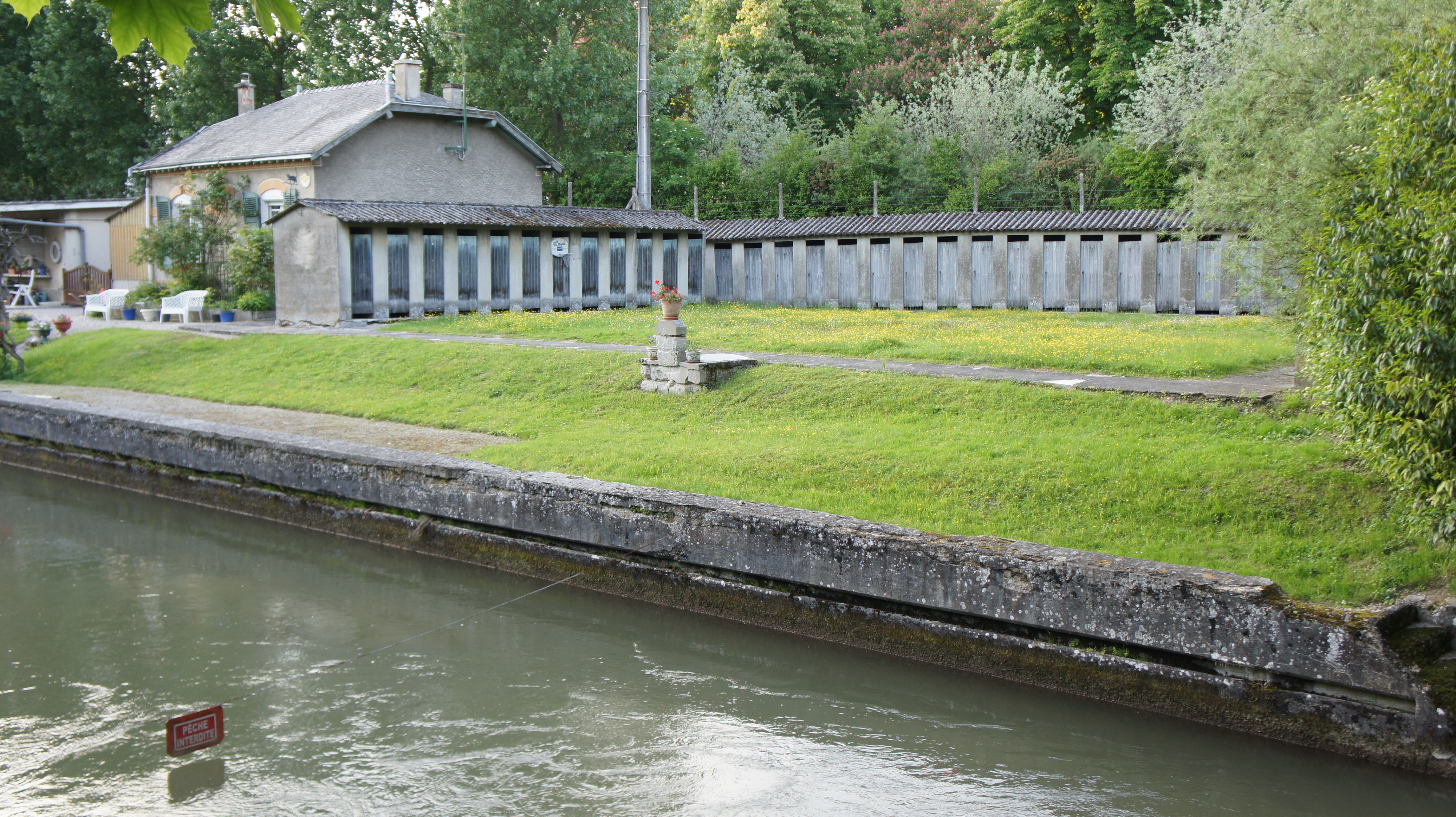
Bains des trois rivières.

### Les bains Andréau
Les premiers bains froids furent créés en 1835 par Joseph Andréau sur la Vesle, près du pont Fléchambault. Ils ont fermé en 1874.

### Les bains froids ou bains payants

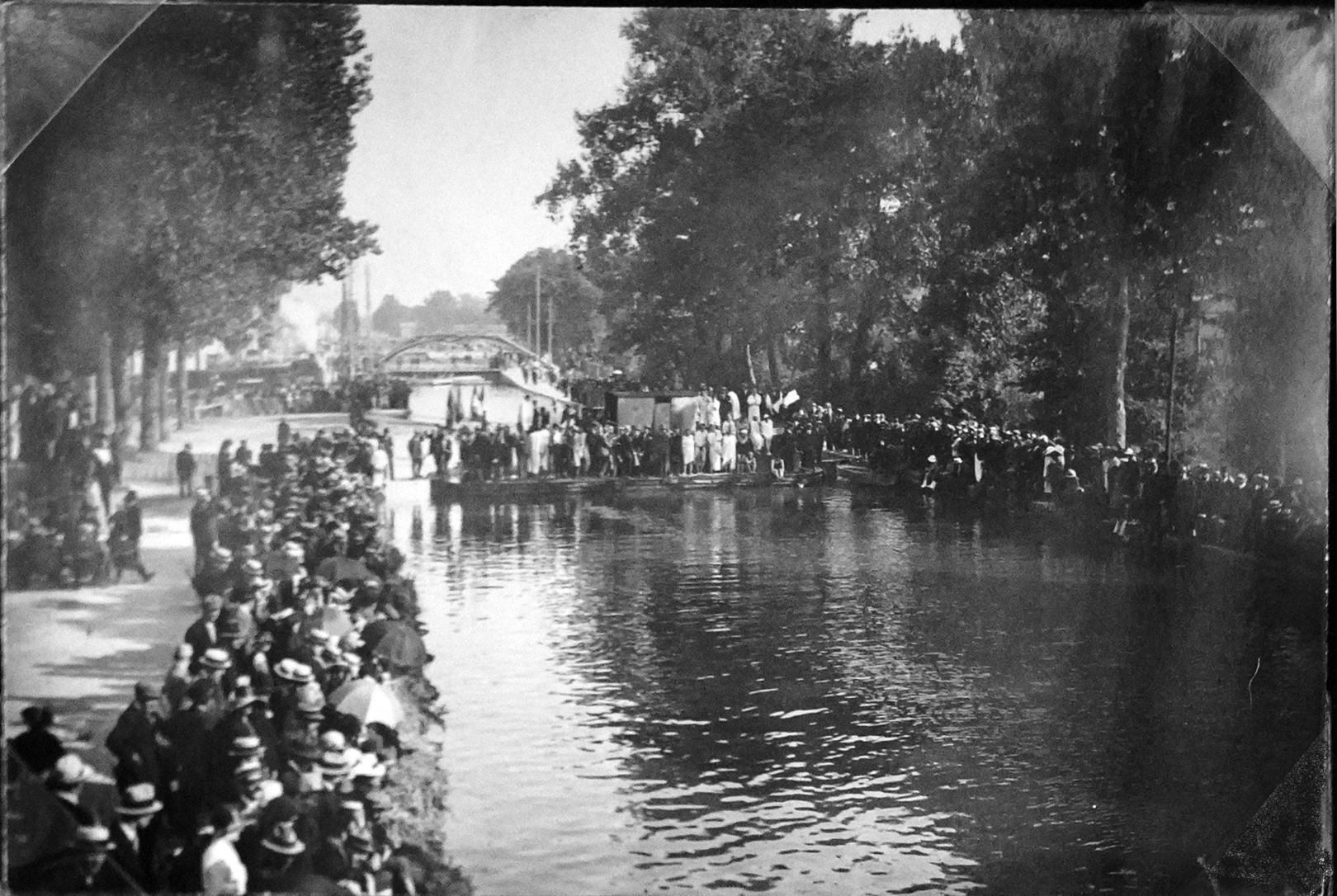
Carte postale des bains froids.

Ils ont été créés en 1874 et se situaient face à l'écluse du château d'eau. Ils ont fermé en 1960 pour les travaux de la voie du Rouillat.

### Les bains militaires du Moulin Huon
Ils ont été aménagés dans les années 1870 par l'armée prussienne et ont été conservés par l'armée française jusqu'à la Grande Guerre.

### Bains des Trois Rivières
Les "Bains des Trois Rivières" sont des bains créés sur les rives de la Vesle en 1882 par la municipalité de Reims et par la Compagnie de sauveteurs de Reims. Cet endroit symbolise pendant des décennies et pour plusieurs générations, un site champêtre ou l’on venait se détendre, faire des rencontres et apprendre à nager.